# Comté de Muranga
Le comté de Murang'a est l'un des comtés de l'ancienne province centrale du Kenya. Sa plus grande ville et capitale est Murang'a , appelée  à l'époque coloniale (avant 1963) Fort Hall. La ville est habitée principalement par l'ethnie des Gikuyu, la plus grande communauté du Kenya. Le comté compte 1 056 640 habitants (recensement de 2019) pour une surface de 2 325,8 km2. 

## Histoire

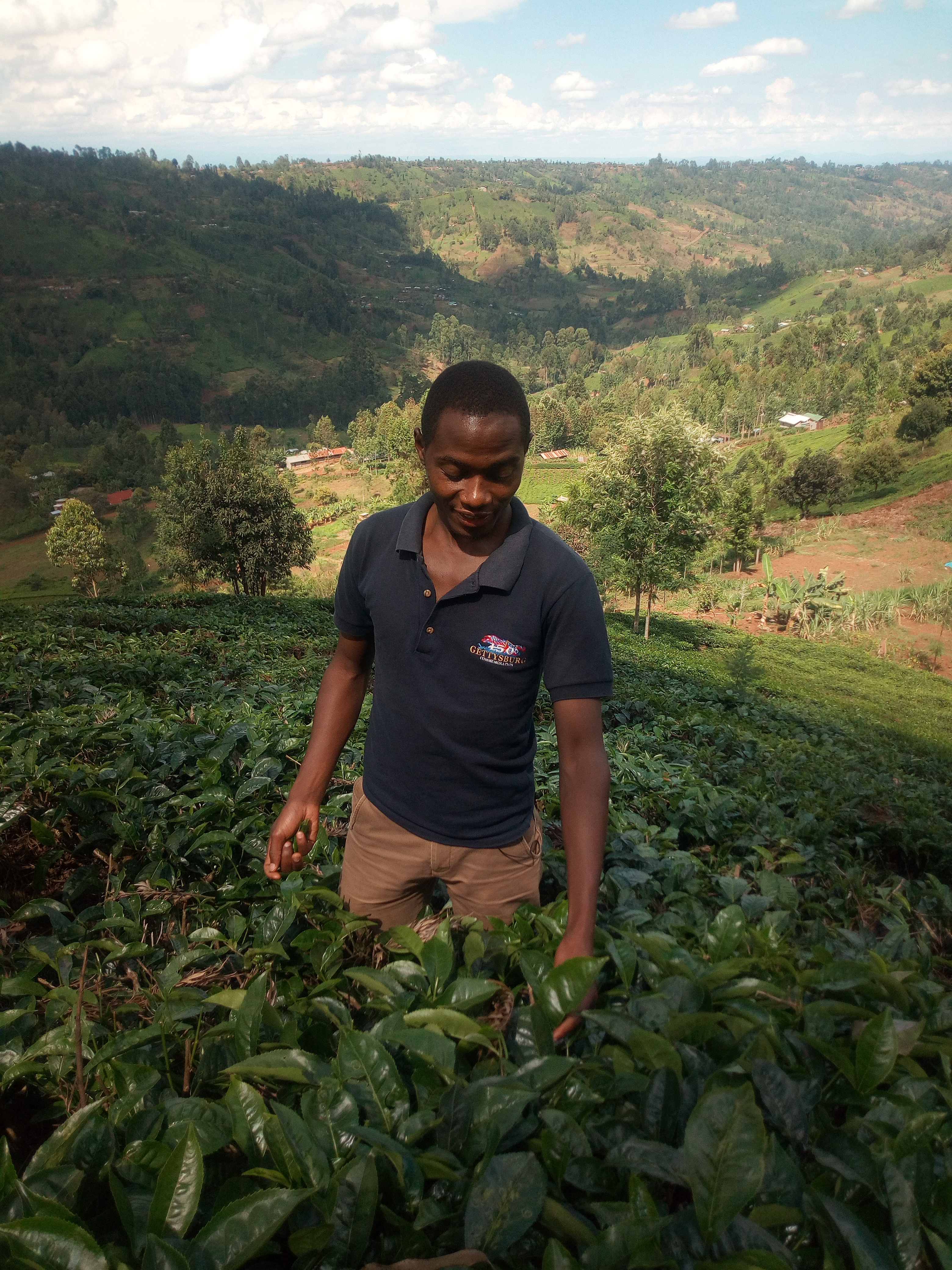
Culture du thé dans le comté de Muranga.

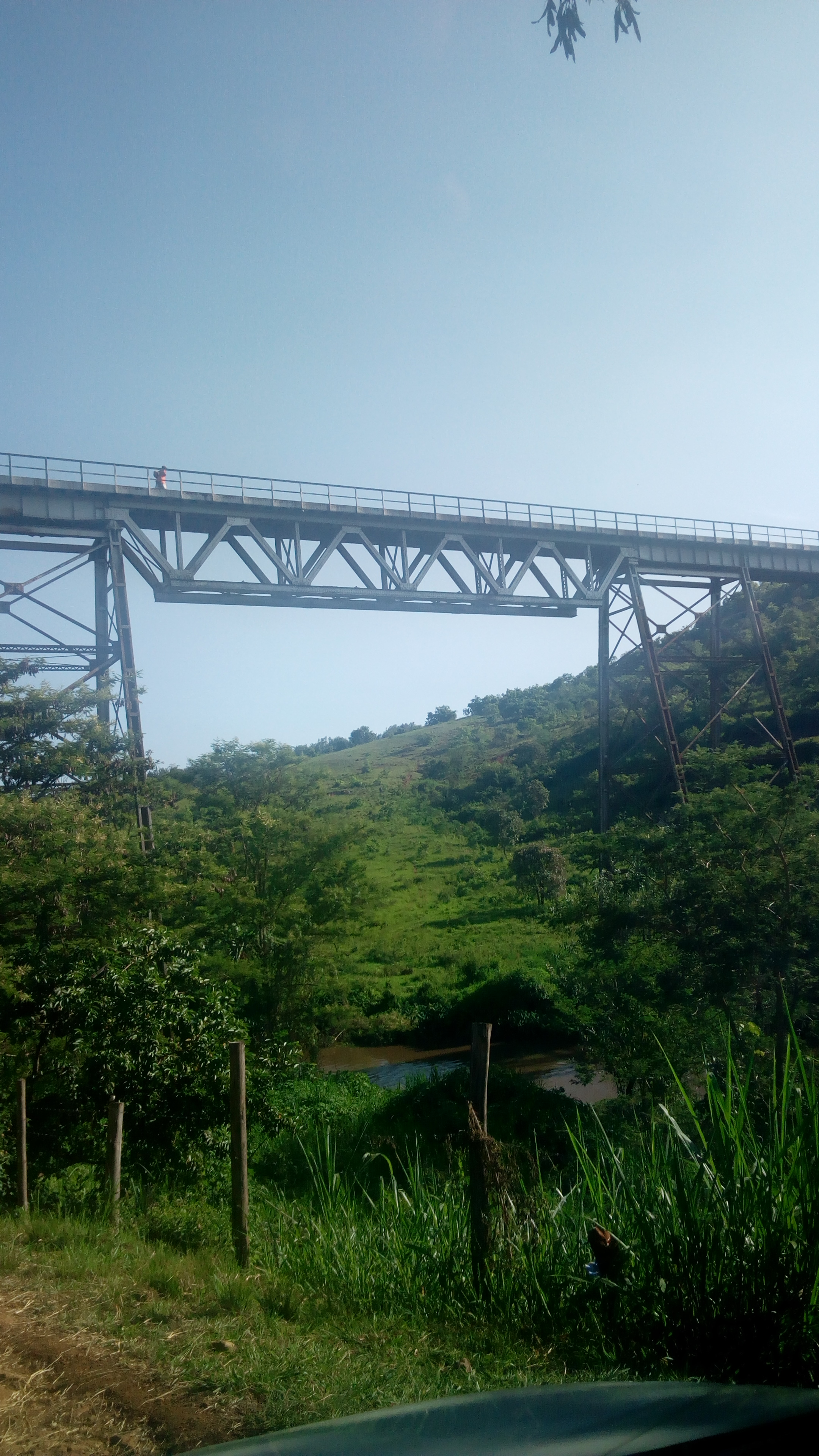
Pont ferroviaire traversant la rivière Maragua.

Lorsque les missionnaires sont arrivés au Kenya, ils ont été empêchés de s'installer sur la côte par les Portugais, qui au XVIe siècle avaient pris aux arabes la zone côtière, stratégique pour le commerce. Les missionnaires se sont avancés à l'intérieur du Kenya  accueillis par Karuri Wagakure, chef des Tuthu ils ont installé leur première église missionnaire à Murang'a.  
Lorsque les Britanniques en 1895 ont créé le protectorat de l'Afrique de l'Est , ils ont installé le premier poste administratif Fort Smith à Murang'a. 
Murang'a est un des berceaux du mouvement indépendantiste kenyan. Le soulèvement de Mau Mau est déclenché  par la communauté Agikuyu qui considère Murang'a comme le lieu de son origine ancestrale.   
Murang'a est également la source de nombreuses rivières, comme la rivière Maragua, qui prend sa source au cœur de la chaîne d'Aberdare et  entre autres, des rivières Mathioya, Kayahwe,  Irati et Muriurio. 
Murang'a est connue pour son sol agricole fertile et son climat. Des cultures vivrières comme le maïs, les haricots, les patates douces, les racines de flèches, les citrouilles et les bananes sont cultivées dans la région. Le thé et le café étant les principales cultures commerciales.

## Géographie et climat
Le comté de Murang'a est situé à une altitude comprise entre 914 m à l'est et 3 353 m au bord de la chaîne de montagnes Aberdare. Un huitième de la superficie du comté est boisé. La forêt de Wanjerere, dans la chaîne de montagnes Aberdare, couvre environ 174 km2. Dans les basses terres de l'est, les températures maximales se situent entre 26 °C et 30 °C, les températures minimales entre 14 °C et 18 °C, dans les hautes terres de l'ouest, la température peut descendre jusqu'à 6 °C.

## Infrastructure
Pont ferroviaire sur la Maragua, le comté de Murang'a possède un réseau routier de 792 km, 20 km de voies ferrées avec une gare, sept bureaux de poste principaux et huit autres secondaires. Le comté compte plus de 340 écoles.

## Agriculture et élevage
Les habitants du comté de Murang'a vivent principalement de l'agriculture, cultivant principalement du thé, du café, du maïs, du macadamia et du coton, mais aussi des mangues, des haricots, des fleurs coupées et des pommes de terre,. Ils élèvent du bétail comme les bovins Ayrshire, Holstein et Guernsey, ainsi que des poulets, chèvres et zébus.

## Flore et faune
Le comté de Murang'a comporte deux forêts, la forêt de Wanjerere sur la chaîne d'Aberdare et la forêt des collines de Kiambicho dans les basses terres couvrant plus de 11 000 hectares. Elles abritent entre autres la tabernaemontana, le prunus africanum, le croton, les figues, la grevillea et l'eucalyptus. Plus de 170 pépinières s'occupent du reboisement du comté .
Le comté de Murang'a abrite des singes verts, éléphants, buffles, bongos, rhinocéros noirs, lions, léopards, chimpanzés, hyènes, crocodiles, hippopotames, singes à gorge blanche, babouins et tortues.
.

## Gouvernement du comté
La Constitution du Kenya de 2010 a créé 47 gouvernements régionaux avec l'ancien district de Murang'a comme comté. Le gouvernement du comté est composé d'une branche exécutive et d'une assemblée. 

### Pouvoir exécutif
Le bras exécutif est dirigé par un gouverneur, assisté par un vice-gouverneur. Le gouverneur est épaulé par une équipe de 10 membres ministériels dénommée Comité exécutif de comté (CEC).  
| Membre de la CEC              | Portefeuille                                                                            |
| ----------------------------- | --------------------------------------------------------------------------------------- |
| Hon. Githirwa M. Macharia     | Environnement et ressources naturelles                                                  |
| Hon. Muiruri Maina Edward     | Jeunesse, sports, genre, culture, services sociaux Coopératives et programmes spéciaux. |
| Hon. George M. Kamau          | Finance, informatique et planification économique                                       |
| Hon. Nyambura Macharia        | Service public                                                                          |
| Hon. Albert Mwaniki           | Agriculture, élevage et irrigation                                                      |
| Hon. Eng. Amos Njoroge        | Transport d'énergie et développement des infrastructures                                |
| Hon. David W. Waweru          | Commerce, commerce, industrie et investissement                                         |
| Hon. Dr. Susan Muthoni Magada | Santé, eau et assainissement                                                            |
| Hon. Gerishon Nyagia          | Éducation et formation technique                                                        |
| Hon. Sarah Masaki             | Terrains, logement et aménagement                                                       |

### Assemblée
L'assemblée du comté de Murang'a est située au centre du Kenya dans la ville de Murang'a le long de la route Kiria-ini en face du stade Ihura. Le 4 mars 2013, des élections générales ont eu lieu au Kenya aboutissant aux élections des membres de l'Assemblée du comté (MCA), des femmes représentantes, des membres parlementaires (MP), les sénateurs, les gouverneurs et le président. L'assemblée est administrée par le greffier de l'Assemblée. 
Le comté de Murang'a compte 35 membres élus, un conférencier et 16 membres nommés, dont 4 personnes handicapées physiques. Le 22 mars 2013, les élus MCA  ont prêté serment et le président de l'Assemblée du comté a été élu et prêté serment. Par la suite, 18 comités sectoriels restreints sont formés. 
- le comité des investissements publics et des comptes
- le comité du budget et des crédits
- le comité des nominations,
- le comité de la mise en œuvre,
- le comité de la législation déléguée,
- le comité de sélection,
- le comité de la procédure et des règles,
- le comité des affaires de l'assemblée,
- le comité de liaison.

## Éducation
Le comté possède une seule université publique, connue sous le nom de Murang'a University of Technology (MUT). L'université de technologie de Murang'a (MUT) a été créée en septembre 2011 via l'avis juridique n ° 129 de septembre 2011 du Murang'a University College en tant que collège constituant de l'université d'agriculture et de technologie Jomo Kenyatta. MUT est le successeur du Murang'a University College et du Murang'a College of Technology. L'Université fonctionne en vertu de la loi sur les universités 2012 CAP 210 B des lois du Kenya.  
L'université est située à 1,5 km de la ville de Murang'a, 85 km au nord-est de Nairobi, 70 km au sud-est de Nyeri et 50 km au sud-ouest d'Embu,,.

## Subdivisions de comté
Le comté est divisé en trois circonscriptions (Mathioya, Kiharu et Kangema), mais compte quatre membres du Parlement.
| Autorités locales (conseils) |              |             |                |
|                              |              |             |                |
| Autorité                     | Type         | Population* | Pop urbaine. * |
| Murang'a                     | Municipalité | 24,443      | 11 021         |
| Kangema                      | Ville        | 18 229      | 3 971          |
| Comté de Murang'a            | Comté        | 305,632     | 0              |
| Total                        | -            | 348 304     | 14 992         |
| * 1999 census. Source:       |              |             |                |

| Divisions administratives   |             |                |                  |
|                             |             |                |                  |
| Division                    | Population* | Pop urbaine. * | Quartier général |
| Kiharu                      | 84,868      | 10,433         | Murang'a         |
| Kahuro                      | 92 104      | 0              |                  |
| Kangema                     | 61 182      | 785            | Kangema          |
| Mathioya                    | 110 139     | 0              | Kiria-ini        |
| Total                       | 348 304     | 11,218         | -                |
| * 1999 census. Sources: , , |             |                |                  |

Le comté possède sept circonscriptions: 
- Circonscription de Kangema
- Circonscription de Kiharu
- Circonscription de Mathioya
- Circonscription de Kigumo
- Circonscription de Kandara
- Circonscription de Maragwa
- Circonscription de Gatanga

Principales villes
- Kangare
- Kirwara
- Kenol
- Maragwa
- Kangema

## Région du centre du Kenya

### Urbanisation
| Comté de Kiambu                                                 | 60,8 |
| Comté de Nyeri                                                  | 24,5 |
| Comté de Nyandarua                                              | 18,5 |
| Comté de Murang’a                                               | 16,3 |
| Comté de Kirinyaga                                              | 15,8 |
| Kenya Average                                                   | 32,3 |
| Urbanisation par comté dans le centre du Kenya (en pourcentage) |      |

.

### Niveau de richesse / pauvreté
| Comté de Kirinyaga           | 25,2 |
| Comté de Murang’a            | 28,5 |
| Comté de Kiambu              | 28,9 |
| Comté de Nyeri               | 32,7 |
| Comté de Nyandarua           | 46,6 |
| Kenya Moyenne                | 45,9 |
| Niveau de pauvreté par comté |      |

,.

## Personnes notables
- Kenneth Matiba - Politicien, Premier chef de l'opposition kenyane, Homme d'affaires, fonctionnaire
- Charles Rubia - Premier maire africain de Nairobi
- Mwangi wa Iria - Gouverneur
- Irungu Kan'gata - Sénateur actuel
- Kembi Gitura - Ancien sénateur du comté de Murang'a
- Peter Kenneth - Candidat présidentiel aux élections de 2013, ancien ministre adjoint et député
- Sabina Wanjiru Chege - Présidente du Comité de la santé à l'Assemblée nationale, députée, représentante du comté de Murang'a
- Joseph Kamaru - Musicien Benga de renom
- Dr Gacuuru Wa Karenge - ancien député Kandara
- John Njoroge Michuki - Ancien ministre du Cabinet
- Elias Mbau - Ancien député
- Ndindi Nyoro - Député actuel Kiharu
- Clement Muchiri Wambugu - Ancien député, circonscription de Mathioya
- James Mwangi - Entrepreneur, homme d'affaires et actuel PDG d'Equity Bank
- Peter Munga - Homme d'affaires, entrepreneur
- Jimnah Mbaru - Politicien, homme d'affaires, entrepreneur
- Alice Wahome - Députée actuelle Kandara
- James Kiarie Asaph - Ancien planificateur du conseil municipal de Muranga.
- Wangu wa Makeri - Femme chef colonial